# Hannoverský kůň

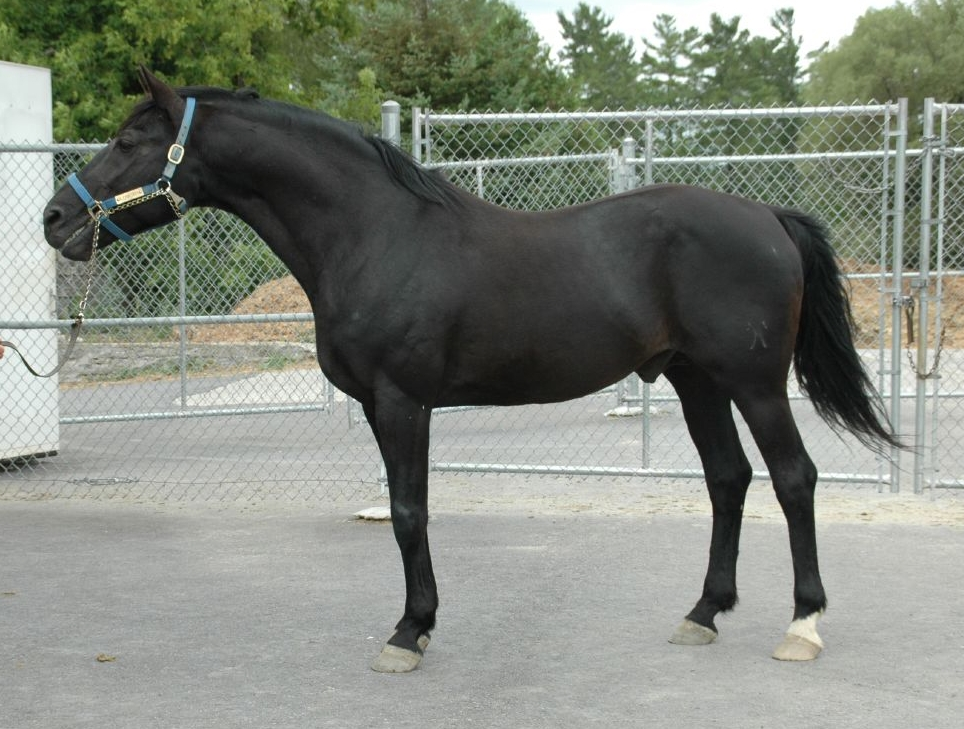
Hannoverský kůň

Hannoverský kůň je plemeno koně vyšlechtěného v Německu v 17. – 18. století.

## Historie chovu
Hannoverší koně se těšili hojné královské podpoře ještě před založením hřebčince v Celle. Bílý hannoverský kůň zdobil štít s erbem kurfiřta Ernesta Augusta (1629–1698) a slavní královští krémoví hannovaráni (bíle narozeni bělouši) se světle kávovými hřívami a ohonem se z podnětu manželky kurfiřta Sophie chovali v královské rezidenci v Herrenhausenu. Pozůstatky tohoto chovu – kočároví koně – sloužili při britských královských ceremoniálech za vlády Jiřího I., a pak až do časů Jiřího V. V roce 1714, když se Jiří, kurfiřt hannoverský, stal Jiřím I. Anglickým, se začali do Celle dovážet tehdejší "plnokrevníci", aby zlepšili exteriér domácího hannoverského chovu. Původně zde bylo 13 černých holštýnů, vytvářejících základ chovu, kteří měli převládající vliv v hřebčinci i pro příštích 30 let. Později došlo k dalšímu dovozu plnokrevníků. Tak vznikl lehčí a mnohem pohyblivější kůň, dostatečně vhodný jak pro lehkou zápřež, tak pro práci pod sedlem, přesto ještě dosti silný pro většinu prací na poli. Ke konci 18. století bylo ve stavu sto hřebců. Mezi nimi, a to k zušlechťování populace, byli též hřebci východopruští, andaluští a frederiksborští.
Během napoleonských válek byl chov téměř zničen. Když se hřebčinec v roce 1816 obnovoval, vrátilo se do Meklenburska z evakuovaných hřebců pouze 30.
V době první světové války bylo v Celle 350 hřebců a v roce 1925 jejich počet vzrostl na 500. K ustájení všech těch koní se využíval jiný hřebčinec v Osnabrücku-Eversburgu a jako pobídka k dalšímu chovu hannoverských koní bylo v této oblasti rozmístěno dalších 100 hřebců. Osnabrück-Eversburg zůstal v činnosti až do roku 1961. Mezi světovými válkami počet hřebců vhodných k chovu kolísal a v různých oblastech se vyhraňovaly různé typy, odchylné od původního plemenného typu. Po druhé světové válce se do Celle dostali během své pouti z východního Pruska někteří trakénští koně a byli chovatelsky využiti. Aby uspokojili novou poptávku po vysoce kvalitních jezdeckých a sportovních koních vyvinuli chovatelé v roce 1960 cílevědomé úsilí. Úspěch těmto novým snahám zajistilo využití trakénských koní a plnokrevníků, kteří byli v té době ve stavu v hřebčinci v Celle. Měli zušlechťující vliv, a to korekcí exteriéru z těžkých hannoveránů a zvýšením jejich pohyblivosti.

## Popis plemene
Temperament je vyrovnaný. Hannoverští koně se velmi důkladně šlechtí pro jejich vyrovnanou, poslušnou povahu a spolehlivost. Jsou to proslulí drezurní koně a výjimečný talent, zajišťující jejich uplatnění na mezinárodní úrovni, projevují také jako skokani.
Moderní hannoverán měří v kohoutku 160–175 cm. Má výbornou stavbu těla a pozoruhodně korektní chody. Je atletický a pružný, chody jsou prostorné, ploché, takže vysoká akce, která byla typická pro kočárového hannoverského koně, vymizela. Koně jsou mnohem ušlechtilejší než jejich předchůdci díky pokračujícímu vlivu plnokrevníků.
Přidání krve plnokrevníka dodalo ušlechtilost hlavě všestranného zemědělského koně, která byla před tím těžká a poměrně hrubá. Současní hannoverští koně mají hlavu lehčí, středně velkou a ostře modelované rysy. Oči jsou velké, živé a inteligentní. Krk je dlouhý, ušlechtilý a široce nasazený. Přechází do mohutných šikmých plecí. Kohoutek je velmi výrazný. Hřbet je středně dlouhý, má zvláště široká a pevná bedra. Záď je mimořádně osvalená. Ocas je dobře nasazen a kůň ho nosí vysoko. Charakteristickými znaky hannoverského koně je hloubka hrudníku, a příkladná stavba žeber. Kůň má velmi pevně stavěné tělo, ale není to znak, který by podporoval rychlost. Fundament nohou je kostnatý, korektní a holeň je kratší. Klouby jsou velké a výrazné, předloktí je silně osvaleno. Moderní hannoverán má tvrdá, dobře tvarovaná kopyta. Někdejší chyby ve špatném utváření kopyt se pečlivou selekcí podařilo odstranit.

## Související chovy
Kvůli mnoha válkám vznikly na území Německa mnohé chovy, mimo hannoverského také východopruští, thakherští, oldenburský a východofrízký.